# Ardops nichollsi
Ardops nichollsi је врста слепог миша из породице љиљака-вампира (Phyllostomidae).

## Распрострањење
Ареал врсте покрива средњи број држава. 
Врста има станиште у Светом Винсенту и Гренадинију, Светом Китсу и Невису, Светој Луцији, Антигви и Барбуди, Доминици, Гваделупу, Мартинику и Холандским Антилима.

## Станиште
Станиште врсте су шуме.

## Угроженост
Ова врста је наведена као последња брига, јер има широко распрострањење и честа је врста.